# Trans-3-Hepten
trans-3-Hepten ist eine chemische Verbindung aus der Gruppe der aliphatischen, ungesättigten Kohlenwasserstoffe.

## Eigenschaften
trans-3-Hepten ist eine leicht entzündbare, leicht flüchtige, farblose Flüssigkeit mit benzinartigem Geruch, die praktisch unlöslich in Wasser ist.

## Sicherheitshinweise
Die Dämpfe von trans-3-Hepten können mit Luft ein explosionsfähiges Gemisch (Flammpunkt −6 °C) bilden.